# Delosperma robustum
Delosperma robustum är en isörtsväxtart som beskrevs av L. Bol.. Delosperma robustum ingår i släktet Delosperma, och familjen isörtsväxter. Inga underarter finns listade i Catalogue of Life.